# Philodromus bistigma
Philodromus bistigma är en spindelart som beskrevs av Simon 1870. Philodromus bistigma ingår i släktet Philodromus och familjen snabblöparspindlar. Inga underarter finns listade i Catalogue of Life.